# 松树庄遗址
松树庄遗址，位于中国青海省民和县松树庄乡松树庄村，为第三批青海省文物保护单位，公布日期为1959年3月16日，类型为古遗址。
松树庄遗址的历史年代为新石器时代。